# دانشنامه گلستان
دانشنامهٔ گلستان (جرجان و استرآباد) یک مجموعه کتاب سه جلدی است که در قالب یک پروژهٔ گروهی به بررسی تاریخ، تمدن، فرهنگ و هنر استان گلستان کنونی و مردم آن می‌پردازد و شمایی کلی از تاریخ و فرهنگ این حوزهٔ تمدنی ارائه می‌دهد.
مرکز دانشنامه گلستان در سال ۱۳۸۴ در مؤسسه فرهنگی میرداماد گرگان تأسیس شد. کار نگارش این دانشنامه از سال ۱۳۸۵ آغاز شد و تألیف آن نزدیک به ۱۰ سال به طول انجامید و نهایتاً در اسفند ۱۳۹۵ با حضور وزیر فرهنگ و ارشاد اسلامی وقت رونمایی شد. این دانشنامه همچنین در مهر ۱۳۸۶ نیز در حاشیه برگزاری نمایشگاه کتاب استانی گرگان مورد معرفی قرار گرفت. دانشنامهٔ چاپ‌شده ۳۵۰ مدخل را در رابطه با موضوعات مختلف در بر می‌گیرد که در تدوین آن ۸۵ نفر در حوزهٔ تخصصی خود نقش داشته‌اند. در این دانشنامه ۲۱۶ مدخل در حوزهٔ هنر، ۸۹ مدخل در حوزهٔ منابع طبیعی و ۳۵ مدخل مربوط به موضوع آب است. تمامی مدخل‌های این مجموعه به زبان فارسی منتشر شده‌اند، اما خلاصهٔ آن به زبان انگلیسی نیز ترجمه شده‌است.

## فهرست مجلدات
| شماره مجلد | موضوع                                     |
| ---------- | ----------------------------------------- |
| ۱          | الف تا د (آب - دیوار تاریخی گرگان)        |
| ۲          | ذ تا گ (ذبیحی - گرگان و دشت در دفاع مقدس) |
| ۳          | گ تا ی (گرگان‌رود - یحیی‌بن‌زید)             |